# Noah Sonko Sundberg
Noah Sonko Sundberg (Jonatan Noah Kemeseng Sonko-Sundberg; * 6. Juni 1996 in Stockholm, Schweden) ist ein schwedisch-gambischer Fußballspieler, der als Verteidiger für den bulgarischen Erstligisten Ludogorez Rasgrad spielt. Als ehemaliger schwedischer Jugendnationalspieler spielt er für die Gambische Fußballnationalmannschaft.

## Karriere

### Vereinskarriere
Sonko Sundberg wurde als Sohn einer gambischen Mutter und eines schwedischen Vaters geboren und kam Anfang 2010 als Jugendspieler zu AIK. Im Sommer 2013 wurde er in die erste Mannschaft befördert, wo er in einem Freundschaftsspiel gegen Manchester United sein Debüt in der ersten Mannschaft gab. Am 2. Juni 2014 gab er sein Allsvenskan-Debüt zu Hause gegen IF Brommapojkarna.
Er wurde sowohl 2016 als auch 2017 an den Allsvenskan-Kollegen GIF Sundsvall ausgeliehen und war neben seinem Innenverteidigerkollegen Marcus Danielson ein wichtiges Mitglied des Kaders. Am 9. Januar 2018 wechselte Sonko Sundberg mit einem dauerhaften Vertrag von AIK zu Östersunds FK und unterzeichnete einen Vierjahresvertrag mit seinem neuen Verein. Am 4. November 2021 unterzeichnete Sonko Sundberg einen 2,5-Jahres-Vertrag mit dem bulgarischen Verein Lewski Sofia, der am 1. Januar 2022 in Kraft trat, nachdem sein Vertrag bei Östersunds ausgelaufen war. Am 26. Juli 2023 wurde er für eine nicht genannte Ablösesumme zum bulgarischen Vereinskollegen Ludogorez Rasgrad transferiert.

### Internationale Karriere
Im September 2013 wurde Sonko Sundberg in die schwedische U17-Fußballnationalmannschaft gewählt, die an der FIFA U-17-Weltmeisterschaft 2013 teilnehmen würde. Am 2. Oktober 2020 wurde er von der A-Nationalmannschaft Gambias einberufen. Er debütierte mit Gambia beim 1:0-Testspielsieg gegen Kongo am 9. Oktober 2020.